# یورگ فریدریش
یورگ فریدریش (انگلیسی: Jörg Friedrich؛ زادهٔ ۷ ژوئیهٔ ۱۹۵۹) قایقران روئینگ اهل آلمان شرقی بود.